# Azul y no tan rosa
Pour plus de détails, voir Fiche technique et Distribution.
Azul y no tan rosa ( "Bleu et pas si rose", maladroitement traduit en français en Tout n'est pas rose) est un film hispano-vénézuélien dirigé par l'acteur et réalisateur Miguel Ferrari, étant le premier film vénézuélien à remporter le prix Goya (Premio Goya) du meilleur film ibéro-américain de 2013. Le long métrage est sorti au Venezuela le 27 novembre 2012 et le 30 novembre 2012 à l'international.
Ce film est une invitation au respect et à la tolérance envers les autres, ainsi qu'à la non-discrimination fondée sur le statut social, la religion, l'orientation sexuelle, l'origine ethnique, la paternité prématurée, ainsi que les enfants de parents divorcés, entre autres facteurs.

## Synopsis
L'histoire raconte principalement la relation entre Diego Martínez, 31 ans, photographe d'art et de mode à succès de Caracas, et son fils (Armando) dont il a été séparé depuis plus de cinq ans et qui vivait chez sa mère, Valentina, émigrée à Madrid en Espagne.
Alors, quand Diego décide d'officialiser sa relation avec Fabrizio di Giaccomo (un gynécologue-obstétricien renommé) Diego se voit contraint de façon inattendue à devoir aussi s'occuper d'Armando, en pleine crise d'adolescence, manquant d'estime de soi. Aux reproches de l'avoir abandonné, Diego tente délicatement de renouer une relation affective avec lui. L'agression violente homophobe que subit son ami Fabrizio le soir même bouscule les relations entre père et fils. La mort soudaine de son ami ne décourage pas Diego dans les soutiens qu'il manifeste à ses proches. Il conseille et protège son assistante Perla Marina qui subit des violences conjugales ; il soutient Delirio (un transgenre) lors des performances de son spectacle de travestis, afin de récolter des fonds pour ses événements chorégraphiques, et aussi dans son désir de rendre justice. À l'aide d'un ami Cristóbal, il obtient les preuves qui permettent l'arrestation des criminels homophobes responsables de la mort de Fabrizio.
Armando gagne peu à peu confiance en lui, grâce à l'attitude de son père, des amis qui font preuve de générosité et de respect, et s'accepte tel qu'il est afin d'aborder les filles sans penser à être rejeté ou non. Avec un esprit plus ouvert, il apprend à aimer son père homosexuel, respecter ses décisions, ses goûts et son style de vie. La relation père-fils entre Armando et Diego est enfin rétablie. Le film finit avec un retour d'Armando épanoui à Madrid.

## Fiche technique
- Titre original : Azul y no tan rosa
- Titre anglais : My straight son
- Titre français : Tout n'est pas rose
- Réalisation : Miguel Ferrari
- Scénario : Miguel Ferrari
- Direction artistique : Marcelo Pont Vergés
- Costumes : Patricia Busquets
- Montage : Miguel Angel Garcia
- Musique : Sergio de la Puente
- Photographie : Alexandra Henao
- Production : Miguel Ferrari, Rodolfo Cova et Antonio Hens
- Sociétés de production : Factor RH Producciones et Plenilunio Film & Arts
- Sociétés de distribution :
- Pays d’origine :  Venezuela /  Espagne
- Langue originale : Espagnol
- Format : couleur - 2,35:1 - son Dolby numérique
- Genre : Film dramatique
- Durée : 120 minutes
- Dates de sortie :
- Venezuela : 27 novembre 2012

## Distribution
Le casting de Azul y no tan rosa est composé de Guillermo García dans le rôle de Diego, Hilda Abrahamz dans le rôle du transsexuel Delirio, le jeune acteur Nacho Montes qui incarne le fils de Diego, aux côtés d'un casting composé d'acteurs de télévision et de théâtre vénézuéliens renommés.
- Guillermo García : Diego
- Ignacio Montes : Armando
- Hilda Abrahamz : « Delirio del Río »
- Carolina Torres : « Perla Marina »
- Alexander Da Silva : Racso
- Sócrates Serrano : Fabrizio
- Elba Escobar : Rocío
- Juan Jesús Valverde
- Aroldo Betancourt
- Beatriz Valdés : « Estrellita »
- Daniela Alvarado

## Récompenses et distinctions

### Récompenses
- 2014 : Premio Goya du meilleur film étranger en langue espagnole
- 2014 : Prix du Public - Festival Face à Face (Saint-Étienne)